# Stadtpfarrkirche St. Dionysius (Neckarsulm)

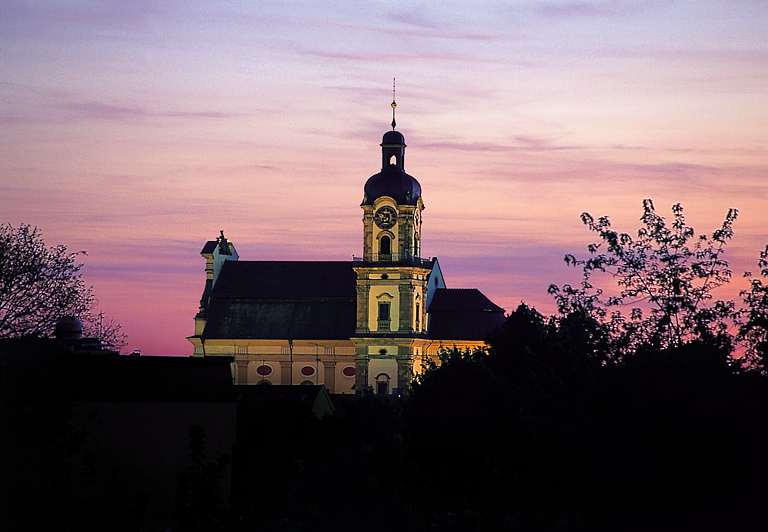
Stadtpfarrkirche St. Dionysius Neckarsulm

Die römisch-katholische Stadtpfarrkirche St. Dionysius Neckarsulm ist neben dem Deutschordensschloss das Wahrzeichen Neckarsulms, da sie weithin sichtbar auf einem Felsensporn im Norden der Altstadt über dem Sulmtal steht. Sie ist eine von 1706 bis 1710 erbaute Barockkirche. Der Turm entstand 1757 unter Baumeister Franz Häffele. Bei einem Bombenangriff am 1. März 1945 wurde die Kirche völlig zerstört und von 1946 bis 1949 wieder aufgebaut.

## Geschichte

### Baugeschichte

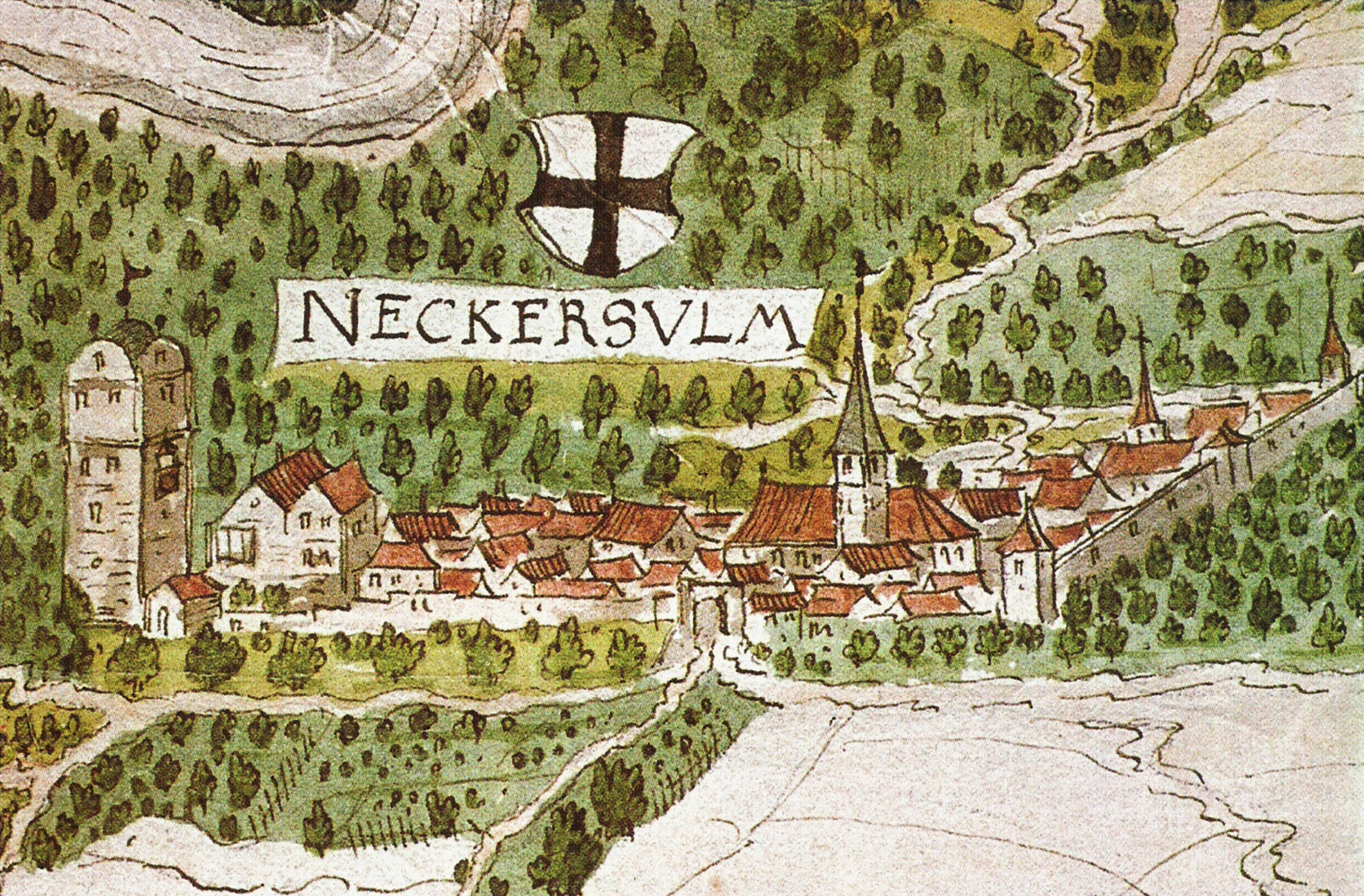
Älteste Darstellung Neckarsulms, 1578

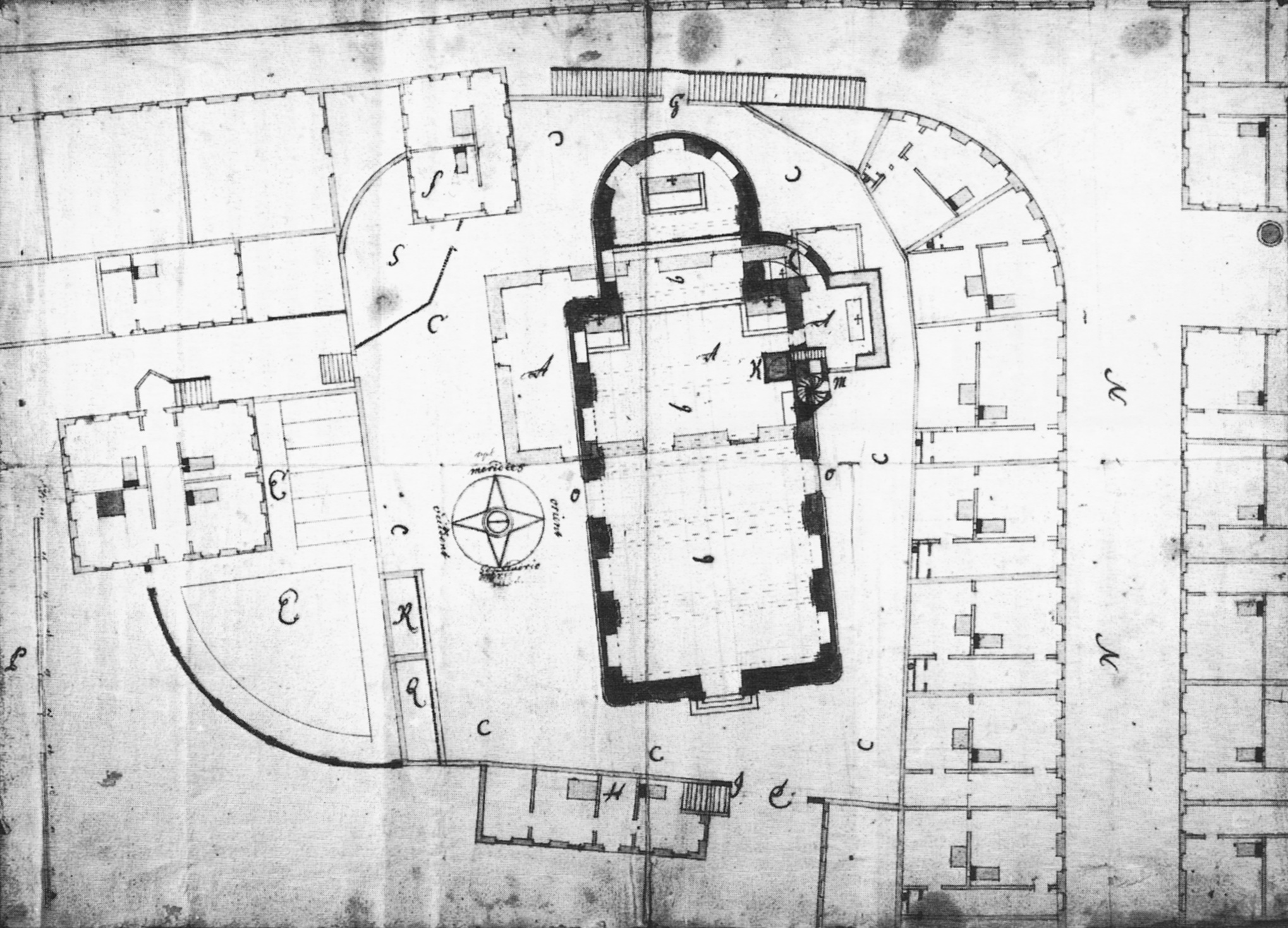
Grundriss der alten und neuen Kirche, 1706

An der Stelle der heutigen Stadtpfarrkirche soll es mehrere Vorgängerbauten gegeben haben. Die älteste Kirche stammte wahrscheinlich aus dem 8. Jahrhundert, also aus der Zeit, in der Neckarsulm erstmals als villa Sulmana im Jahr 771 erstmals schriftlich in einer Schenkungsurkunde des Lorscher Codex erwähnt wird. Nach alten Urkunden ist es gesichert, dass es um 1200 eine romanische Kirche gab. 1484 kam die Stadt durch Tausch gegen die Ortschaft mit Burg Prozelten vom Erzstift Mainz an den Deutschen Ritterorden, dessen Herrschaft sie dann bis Anfang des 19. Jahrhunderts unterstand. Auf die romanische Kirche folgte laut Überlieferung eine kleinere spätgotische Kirche, die 1575 gebaut wurde. Sie stand, so wie es üblich war, mit dem Chor Richtung Osten. Der Chor mit quadratischem Kirchturm darüber war genau dort, wo auch der heutige Turm steht, was durch eine Grundrisszeichnung von 1706 belegt ist. Es ist fraglich, ob die Darstellung der Kirche in der ältesten Stadtansicht Neckarsulms von 1578 wirklichkeitsnah ist.
Die baufällig gewordene Kirche von 1575 wurde 1706 abgebrochen, und an ihrer Stelle wurde von 1706 bis 1710 eine neue Kirche errichtet, die sowohl Stilelemente der Renaissance als auch des Barocks enthielt. Als Bauleiter wird Johann Wolfgang Fichtmayer (oder auch Fichtmeyer, † vor 1732) – ein Ordensbaumeister aus Mergentheim – genannt, was durch Abrechnungsunterlagen belegt ist. Ob auch der Entwurf der Kirche von ihm stammt, ist dagegen nicht gesichert. Charakteristisch an der neuen Kirche ist, dass sie in Nord-Süd-Richtung gebaut wurde, so dass der Chor nach Norden zeigt. Der Grund war wohl, damit die beherrschende Stellung der Kirche über dem Sulmtal zu betonen. Der alte Kirchturm, der ursprünglich an der Ostseite der Kirche stand, wurde nicht sofort abgerissen. Erst 1757 wurde durch den Neckarsulmer Baumeister Franz Häffele ein neuer Kirchturm über den Fundamenten des alten gebaut, so dass der heutige Kirchturm seitlich am Kirchenbau steht.

### Kirchenpatron St. Dionysius

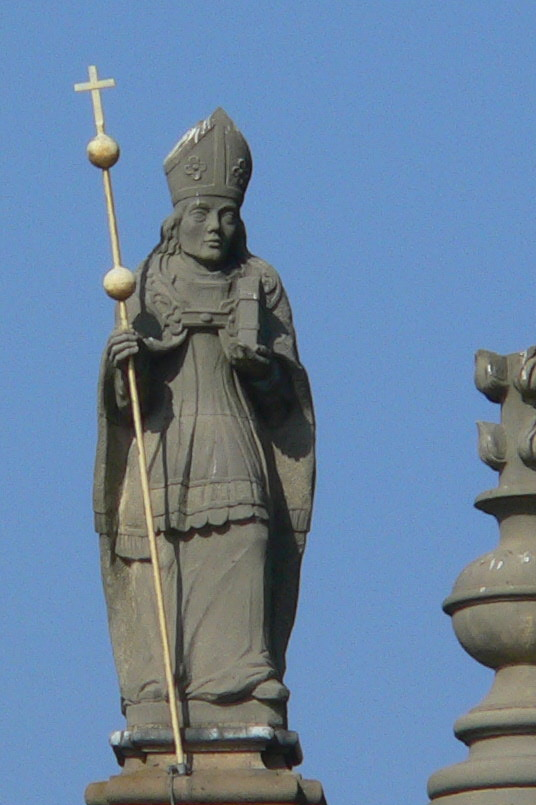
Kirchenpatron St. Dionysius am Südgiebel

Die Stadtpfarrkirche trägt das Patrozinium des Heiligen Dionysius. Dabei ist es umstritten, um welchen Heiligen es sich handelt. Eine Version besagt, dass damit Dionysius Areopagita, der auch erster Bischof von Athen gewesen sein soll, gemeint ist. So sprach sich Stadtpfarrer Sandel in der Festschrift zur Kirchenweihe am 21. November 1949 für diesen St. Dionysius aus. Nach einer anderen Version wurde die Kirche dem Dionysius von Paris geweiht. Dieser St. Dionysius ist ein französischer Nationalheiliger, ein Märtyrer und einer der Vierzehn Nothelfer. Obwohl die zweite Version auf Grund des Einflusses des Frankenreiches auf den unteren Neckarraum plausibel erscheint, konnte dieser Sachverhalt nie zweifelsfrei geklärt werden. Spätestens im 9. Jahrhundert kam es ohnehin zu einer Gleichsetzung der beiden Personen.

### Patronatsrecht
Das Patronatsrecht an der Kirche wechselte mehrfach. Bis 1440 hatte es das Kloster Amorbach im Odenwald, danach bis 1667 der Bischof von Würzburg und der Deutsche Orden, der nach 1667 alleiniger Inhaber des Patronatsrechts war. Das württembergische Königshaus übernahm nach der Säkularisation diese Rechte, gab sie aber 1858 an das Bistum Rottenburg ab.
Obwohl der Deutsche Ritterorden in der Stadtpfarrkirche erst ab 1667 das alleinige Patronatsrecht erlangte, bewirkte er, dass die Reformation in Neckarsulm keinen Einfluss hatte. Während die umliegenden württembergischen Gebiete ebenso wie die Reichsstädte im Unterland die Reformation übernahmen, blieb Neckarsulm über Jahrhunderte eine überwiegend katholisch geprägte Stadt.

### Zerstörung im Zweiten Weltkrieg und Wiederaufbau

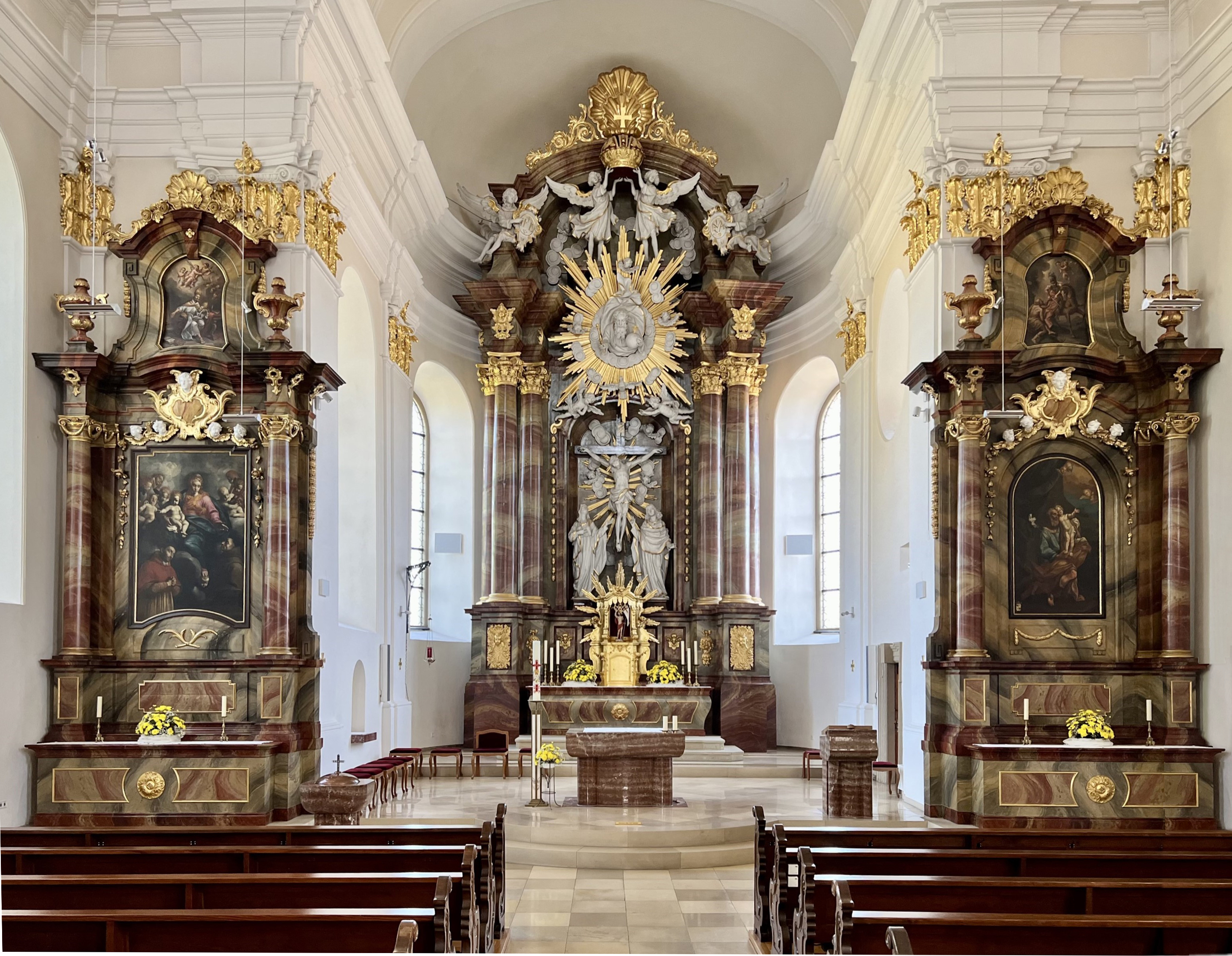
Innenansicht mit Blick zum Altarraum (2024)

Im Kriegsjahr 1943 schlugen Stadtpfarrer Joseph Sandel und Schreinermeister August Saup vor, die kostbare Ausstattung auszulagern, um sie vor einem drohenden Bombenangriff zu schützen. Sie setzten ihre Meinung gegen den Widerstand anderer Neckarsulmer durch, die ihnen mangelndes Gottvertrauen vorwarfen. Mit Unterstützung weiterer Gemeindemitglieder – meist Weingärtner – und den Gesellen aus der Werkstatt von August Saup setzten sie ihr Vorhaben im Juli 1943 in die Tat um. Dabei wurden unter anderem ausgelagert: der Hochaltar in die Waldkapelle Neusaß in der Nähe von Schöntal, die Kreuzesgruppe des Hochaltars in das Schloss in Stein am Kocher, die Pietà in das Salzbergwerk Bad Friedrichshall und die Seitenaltäre in die Binswanger Kapelle.
Beim Bombenangriff am 1. März 1945 brannte die Kirche vollständig aus, so dass im Wesentlichen nur der ausgebrannte Turm, Teile der Ostwand und die beschädigte Südwand (Portalseite) stehen blieben. Die Reste der Kirche wurden ab 2. April 1945 – als Neckarsulm zwischen die Fronten geriet – durch Artilleriebeschuss und Jagdbomberangriffe noch weiter in Mitleidenschaft gezogen. Bereits Ende April 1945 wurden Aufräumarbeiten und Vorarbeiten für den Wiederaufbau geplant, die bis Anfang 1946 abgeschlossen waren. Der eigentliche Wiederaufbau wurde am Tag von Peter und Paul 1946 mit einer kleinen Weihefeier begonnen. In den schwierigen Nachkriegsjahren bauten die Neckarsulmer ihre Stadtpfarrkirche wieder auf, so dass der Rottenburger Diözesanbischof Karl Leiprecht sie am 21. November 1949 erneut weihen konnte.
Seit dem Wiederaufbau der Kirche waren mehrfach Renovierungen erforderlich. So wurden von 1959 bis 1963 Renovierungsarbeiten durchgeführt, die mit einer kleinen Innenrenovierung von Oktober bis Dezember 1963 abgeschlossen wurden. Dabei mussten unter anderem der Decken- und Wandanstrich erneuert und die Beleuchtungsanlage modernisiert werden. Bei diesen Arbeiten setzte man auch die Pietà vom rechten Seitenaltar weg in den hinteren Bereich der Kirche nahe dem Haupteingang. Von 1977 bis 1982 wurden umfassende Außenrenovierungsarbeiten durchgeführt, und in den Jahren 1989/1990 sowie 2013/2014 erfolgten weitere Innenrenovierungen der Stadtpfarrkirche. Von 2011 bis 2012 wurde die Kirche nochmals außen renoviert. Die bisher letzte Innenrenovierung (Stand: 2024) musste 2018 wegen eines Unwetterschadens durchgeführt werden.

### Pfarrer
Liste der Pfarrer seit Errichtung des Bistums Rottenburg im Jahre 1827.
- 1826–1843: Leopold Bauer von Mergentheim
- 1843–1874: Franz Anton Rieck von Hohenstadt
- 1875–1910: Franz Joseph Maucher von Hagnaufurt bei Waldsee
- 1911–1925: Joseph August Mosthaf von Erlenbach
- 1925–1957: Joseph Sandel von Degmarn
- 1957–1973: Anton Vaas von Tannhausen, Kreis Aalen
- 1973–1996: Hermann Knoblauch von Böhmenkirch, Kreis Göppingen
- 1997–März 2009: Uwe Scharfenecker[16]
- September 2009–heute: Siegbert Denk[17]

## Baubeschreibung

### Portalseite

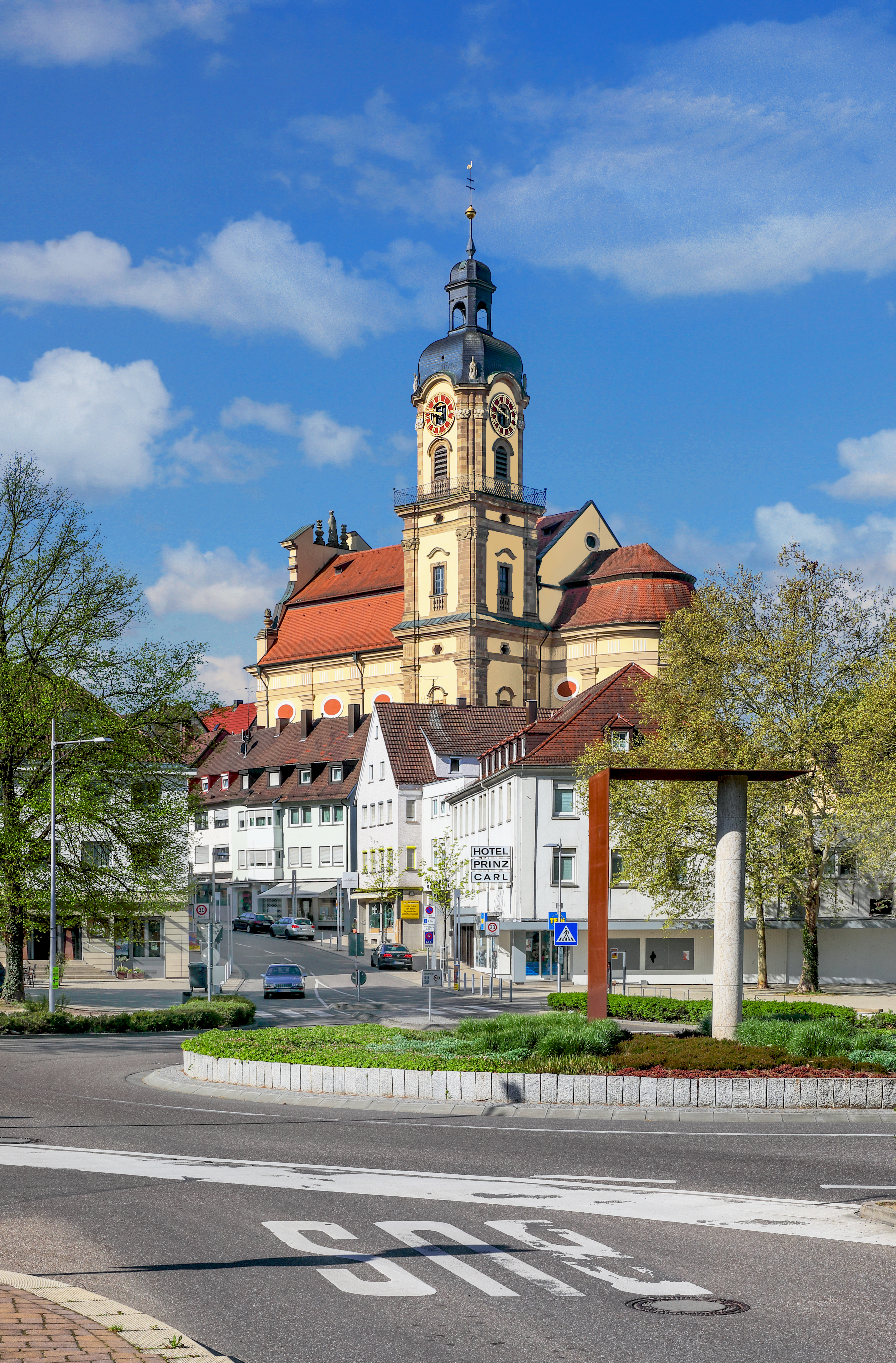
Ansicht von Nordosten (2019)

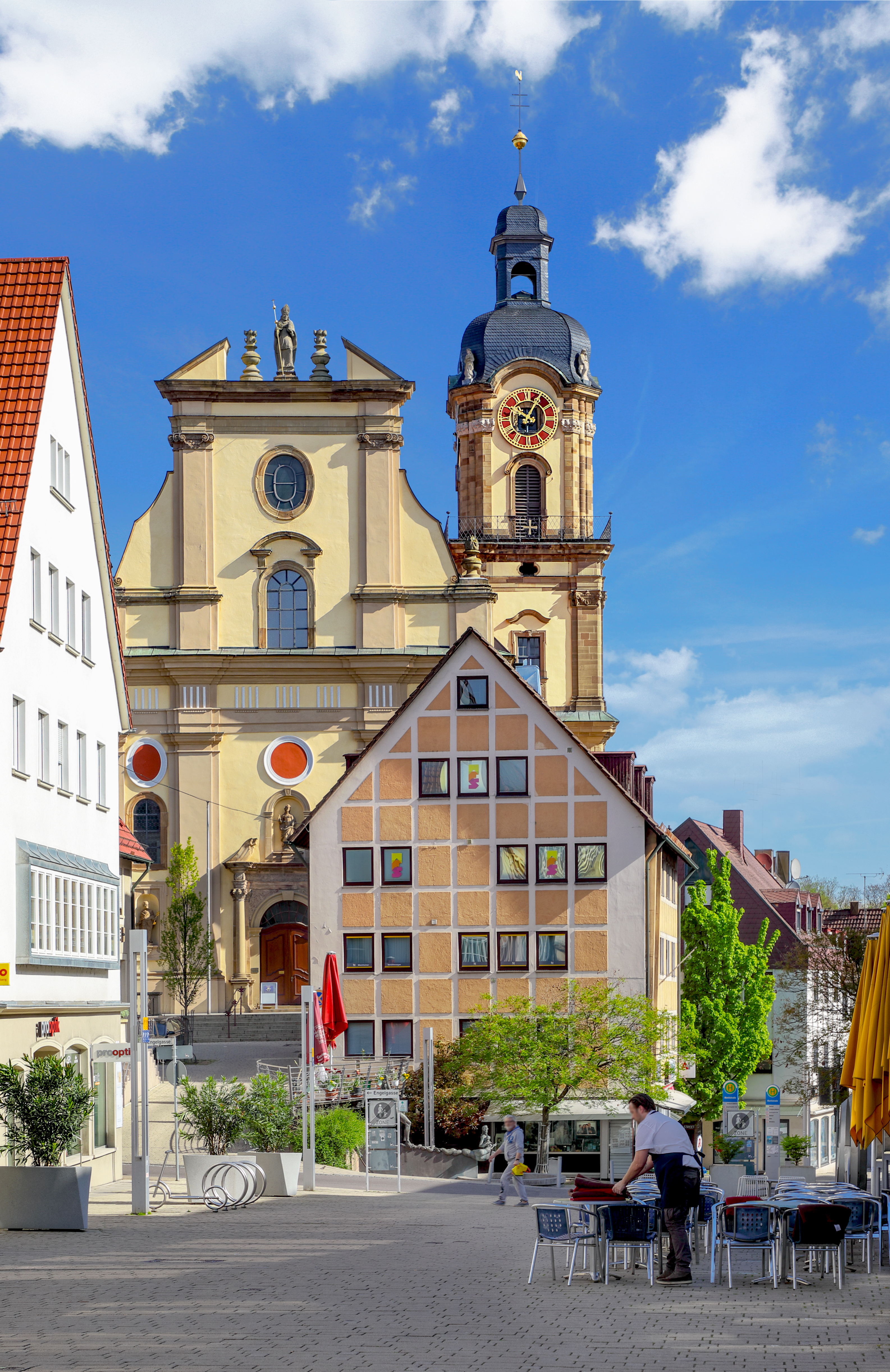
Ansicht von Süden auf das Portal (2019)

Die Figuren am Portal auf der Südseite der Kirche wurden von dem Neckarsulmer Bildhauer Johann Jakob Holbusch (1656–1728) um 1710 geschaffen, so der Heiland über dem Portal und die Apostel Petrus links und Paulus rechts neben dem Portal (siehe Bilder unten). Über dem Eingang, auf dem Giebel, stehen zwei Vasen und die ca. 2,80 m hohe Figur des Kirchenpatrons St. Dionysius. Die ursprüngliche Figur des Dionysius stammte ebenfalls von Holbusch. Sie wurde 1978 durch eine neue ersetzt, die der Gundelsheimer Bildhauer Ludwig Herold schuf.

### Turm
Der Turm hat einen quadratischen Grundriss von ca. 8 mal 8 Metern, ist 49,27 Meter hoch und war bis 1919 der Sitz des städtischen Hoch- und Feuerwächters. Im Obergeschoss befindet sich ein Umgang mit Brüstungsgitter auf dem Kranzgesims. Der Turm wird mit einer schiefergedeckten Kuppel und einem Laternen-Turmaufsatz darüber abgeschlossen.
An den Ecken des Turmhelms stehen vier Figuren, von denen drei 1981 von Ludwig Herold nach den alten Vorbildern neu geschaffen wurden. Es waren dies: St. Urban (Patron der Weingärtner), Thomas Morus (englischer Staatsmann und Märtyrer) und Maria mit dem Kinde. Die vierte Figur, St. Joseph, überarbeitete Herold. Die neuen Figuren wurden am 21. August 1981 nach knapp anderthalb Jahren wieder am Turm angebracht.
Ludwig Herold schuf 1978 auch die von Johann Jakob Holbusch stammende Rokoko-Madonna Himmlische Frau über dem Eingang der Sakristei nach dem alten Original neu, sie war durch die Witterung beschädigt worden.
Die Turmuhrenfabrik Philipp Hörz aus Ulm vergoldete im Frühjahr 1981 die stark verwitterten Zifferblätter und Zeiger der Turmuhr neu, insbesondere das Zifferblatt der Westseite. In diesem Zusammenhang wurden auch anstelle des zentralen Zeigerantriebs vier Einzel-Fassadenmotor-Zeigertreibwerke installiert, die durch eine Zentraluhr gesteuert werden. Diese Arbeiten waren bis Ende März 1981 abgeschlossen.

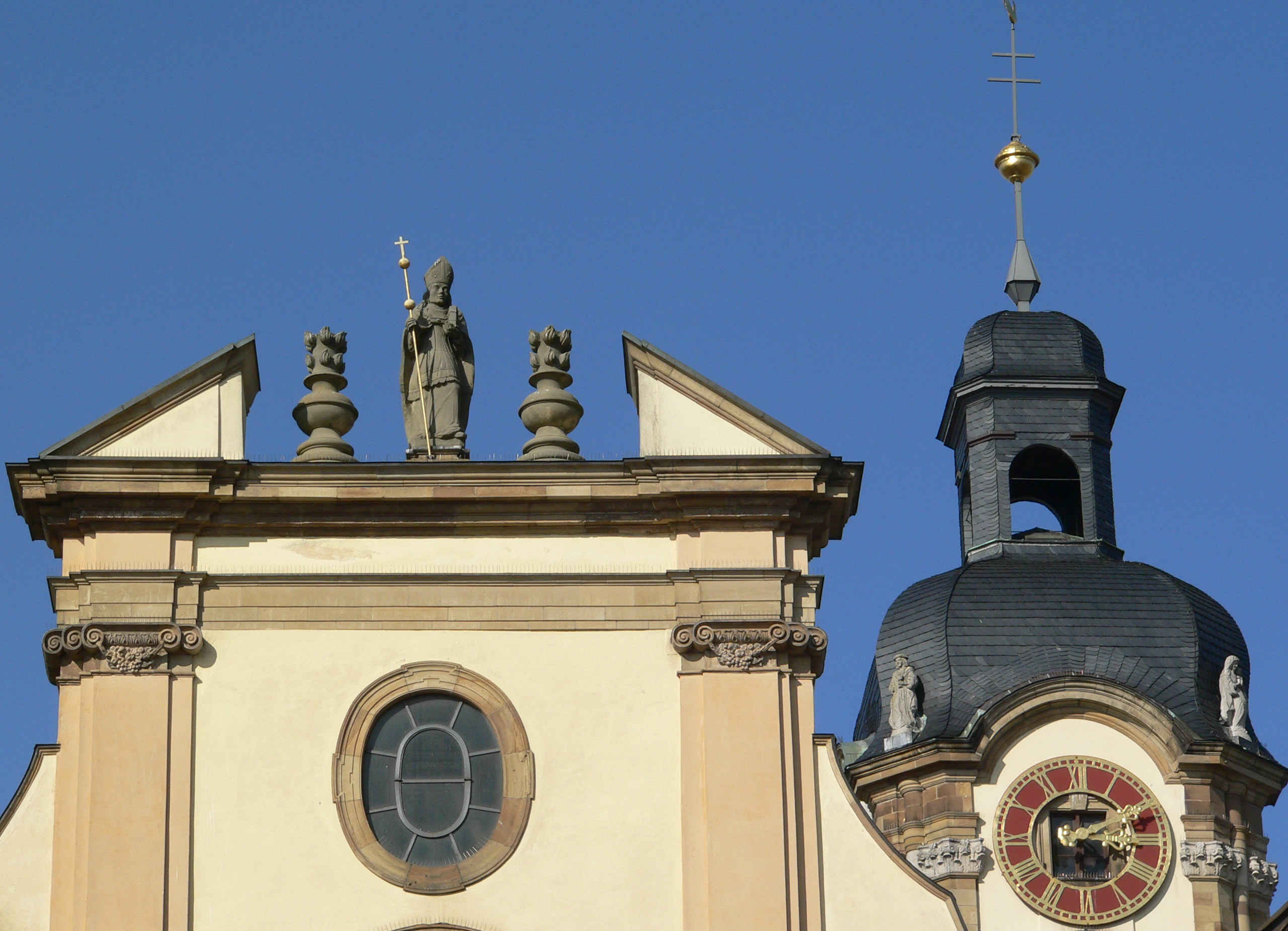
Giebel mit dem Schutzpatron St. Dionysius und Turmdach
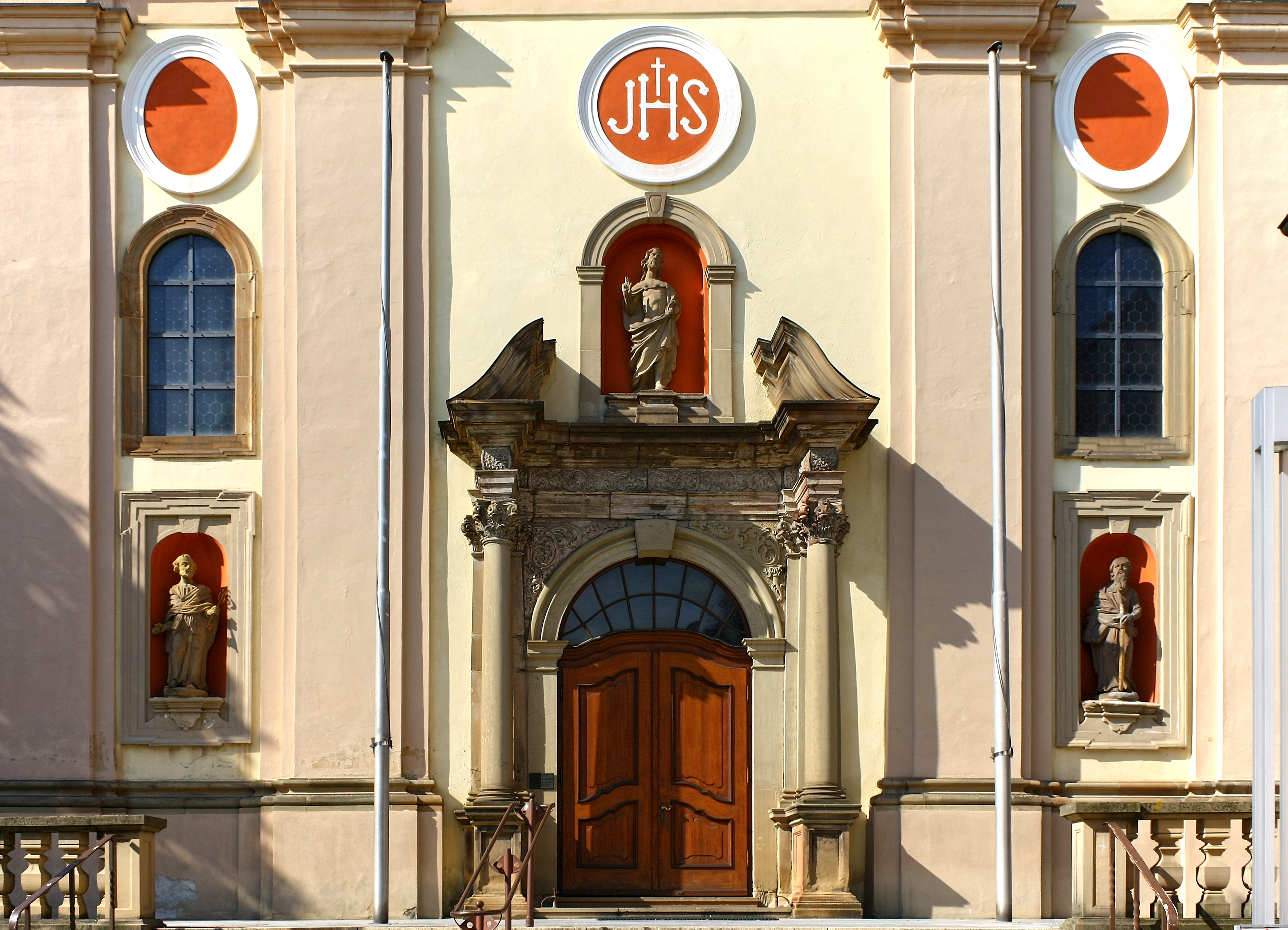
Portal der Stadtpfarrkirche (2009)
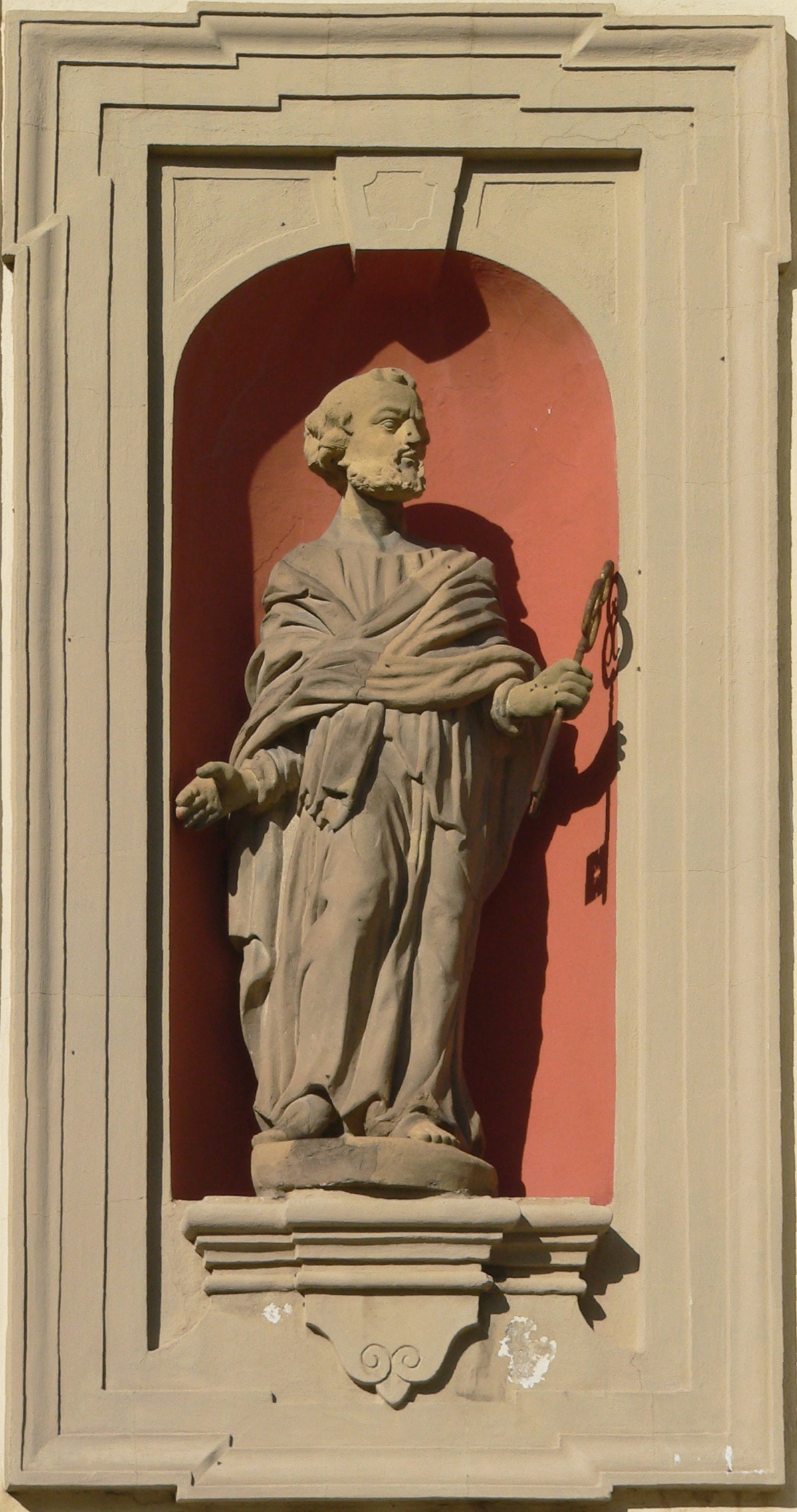
St. Petrus links am Portal (2006)
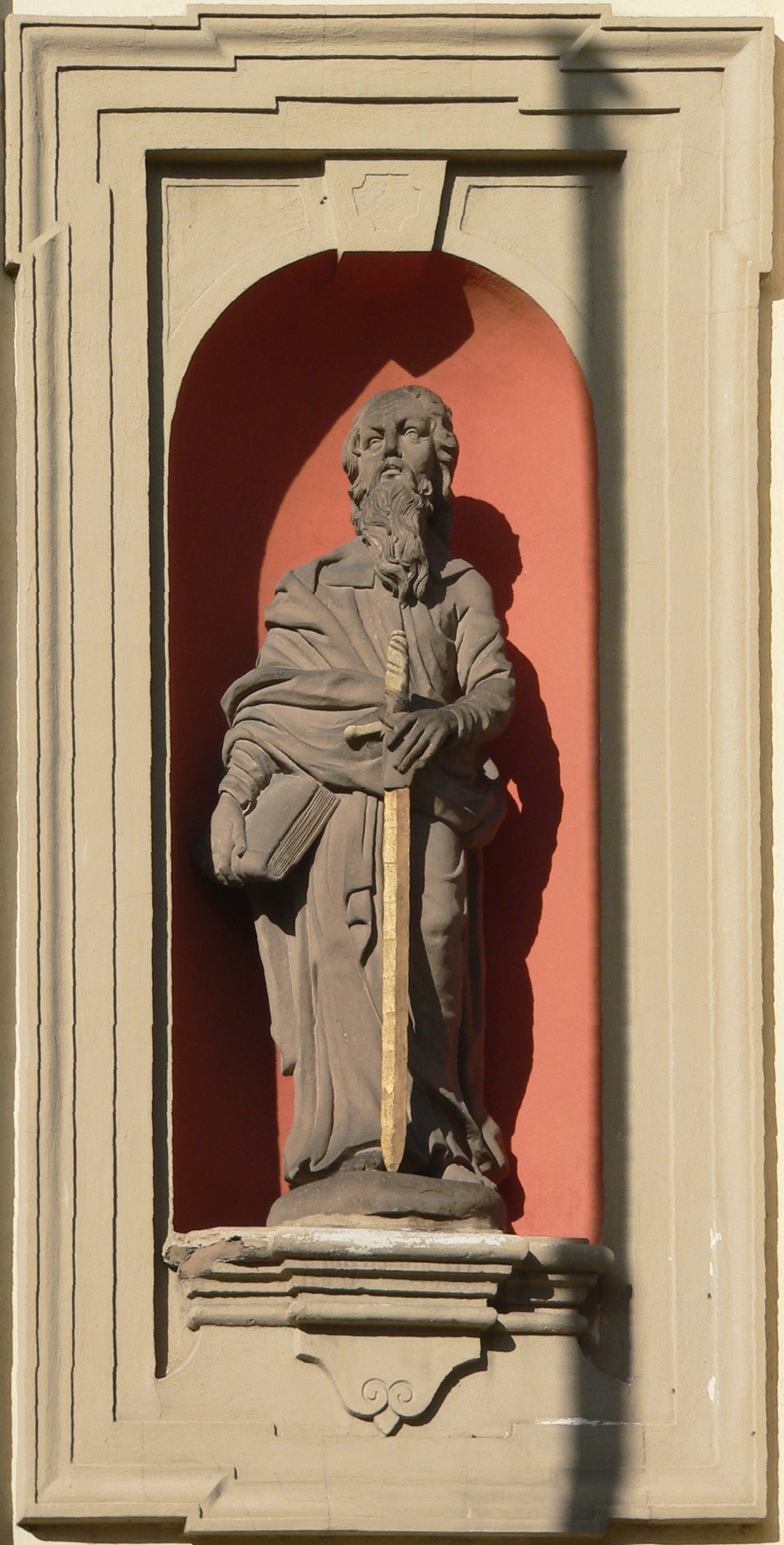
St. Paulus rechts am Portal (2006)
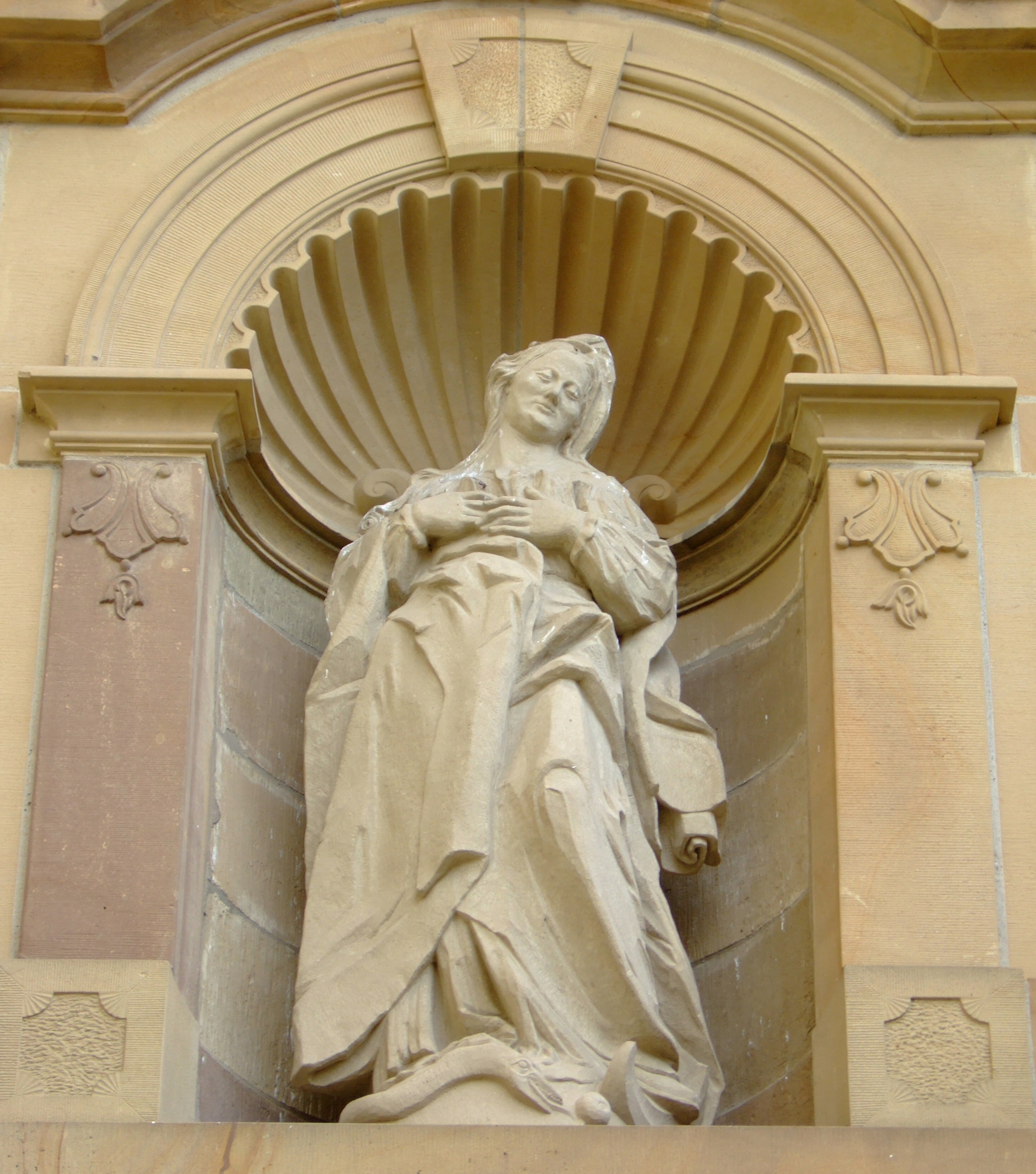
„Himmlische Frau“ über dem Sakristei-Eingang

### Abmessungen
- Gesamt-Länge: 28,65 m
- Höhe des Turms: 49,27 m
- Breite des Schiffs: 14,17 m
- Höhe des Schiffs: 14,06 m
- Höhe der Südfassade: 33 m

Quelle:

### Ausstattung

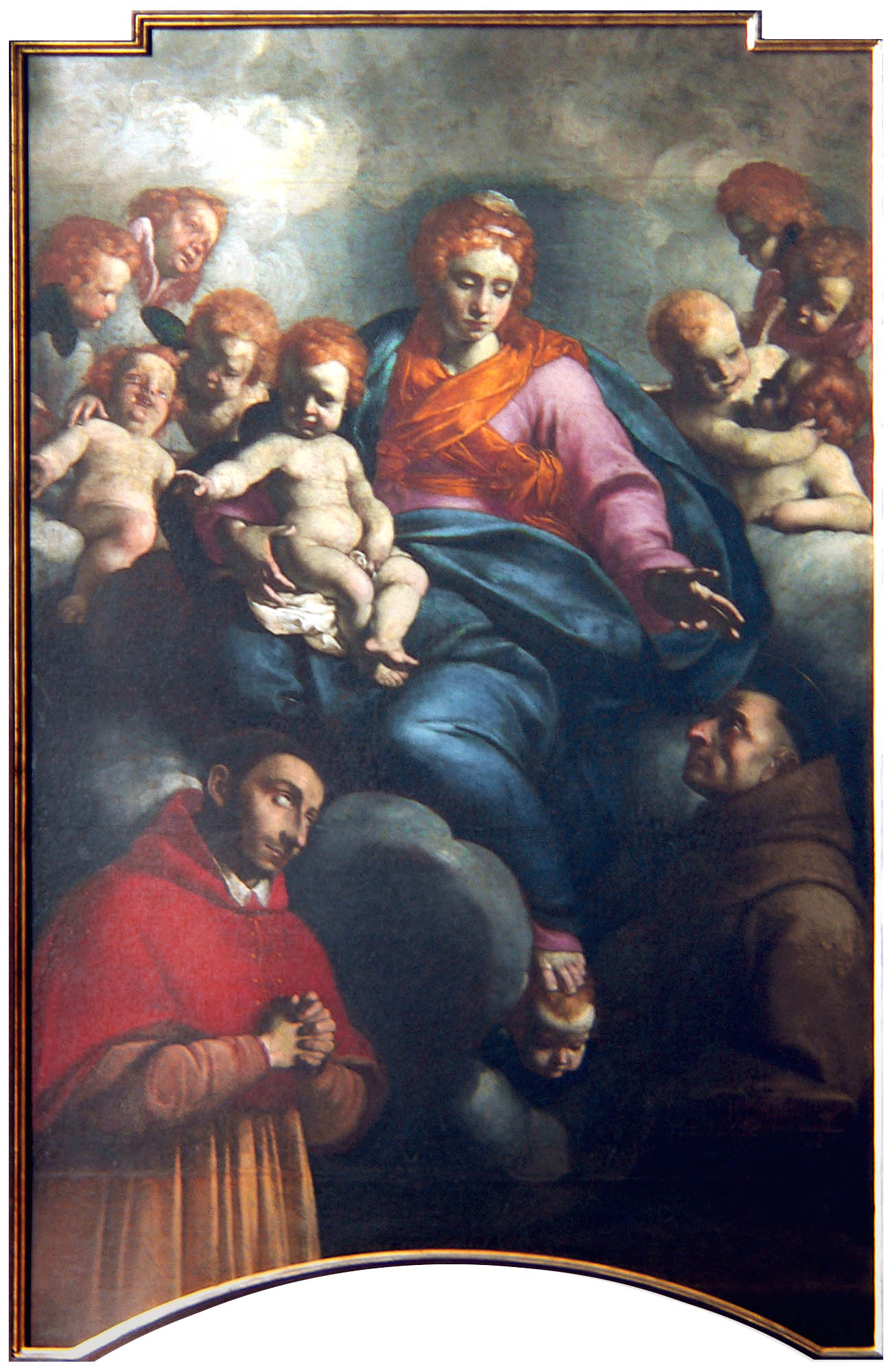
„Madonna vom Siege“ von Carlo Ceresa, 1581

Das Innere ist ein tonnenüberwölbter, fünfachsiger Saal, der durch Gurtbögen gegliedert wird. Über die ursprüngliche Innenausstattung ist nichts bekannt. Die wohl barocken Altäre wurden zwischen 1877 und 1897 durch neugotische bzw. neuromanische Altäre ersetzt, ebenso wie die Glasfenster. Von 1937 bis 1939 erfolgte eine erneute Umgestaltung des Kircheninnenraumes, indem man zum Stil des Barocks zurückkehrte und die Kirche im neubarocken Stil ausstattete.
Die heute vorhandenen barocken Altäre entwarf der Architekt Professor August Koch aus Stuttgart. 1937 wurde der Hochaltar, 1939 wurden die Seitenaltäre von der Ellwanger Werkstatt Reinhard Geiselhart geschaffen. Die Figuren am Hochaltar schnitzte der Bildhauer Josef Wolfsteiner aus Hüttlingen, ein Mitarbeiter Geiselharts. Der Plan dazu stammte vom damaligen Stadtpfarrer Joseph Sandel (1884–1965).
Für den linken Seitenaltar – den Marienaltar – wurde das Gemälde Madonna vom Siege des Italieners Carlo Ceresa aus dem Jahr 1581 erworben. Die Darstellung bezieht sich auf die Seeschlacht von Lepanto im Jahr 1571, bei der die christliche Flotte über die türkische siegte. Zu Füßen der Madonna mit dem Jesusknaben knien links der Mailänder Erzbischof Karl Borromäus und rechts der Franziskaner und Kreuzzugsprediger Johannes von Capestrano.

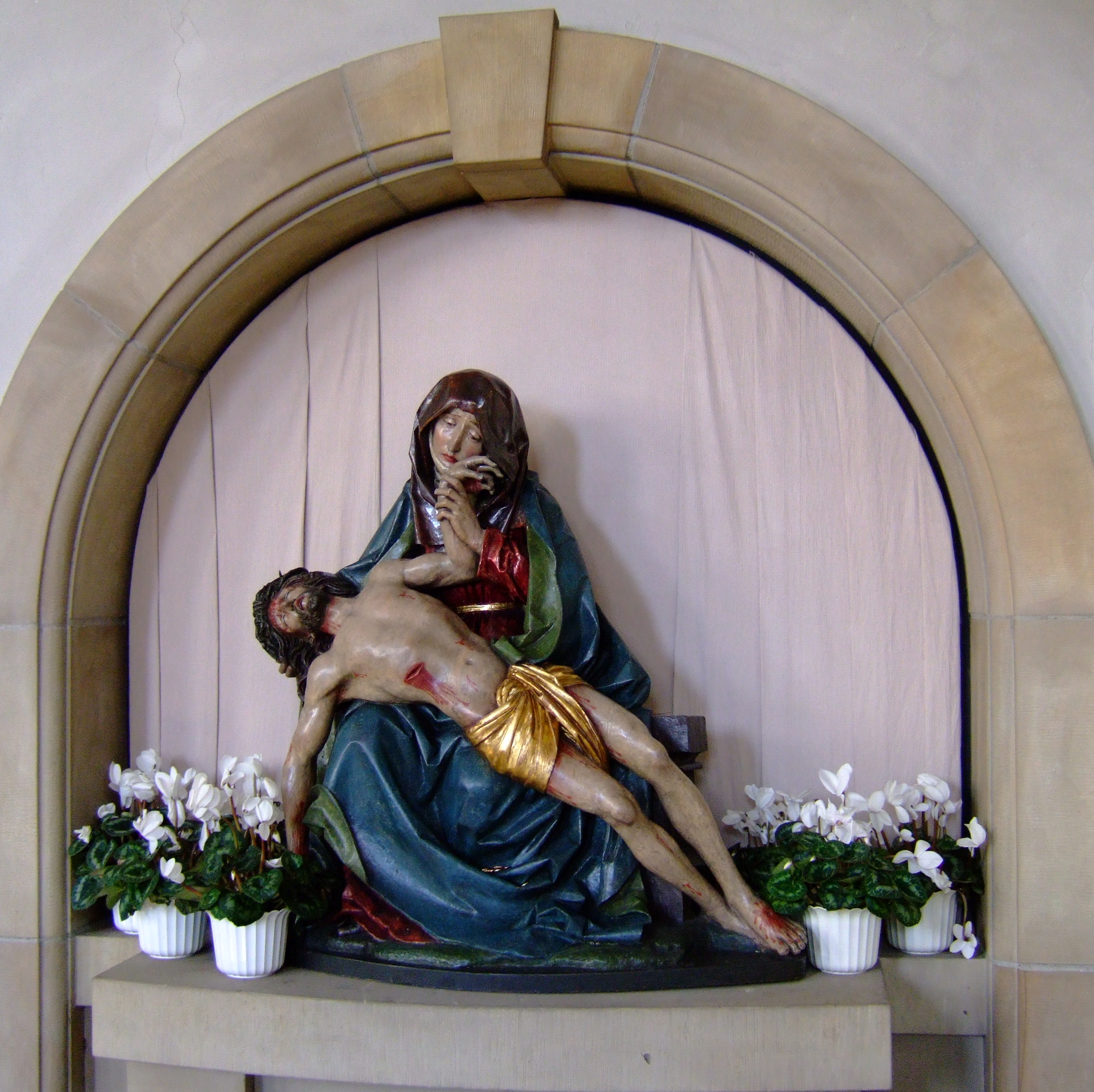
Pietà in der Stadtpfarrkirche (2006)

Der rechte Seitenaltar zeigt ein Josefsbild, das etwa 1650 entstand und demnach aus der Vorgängerkirche stammt. Es wurde von der Mutter des Deutschordensritters Franz Ernst von Rolingen († 1710) gestiftet, was das Wappen am Bild unten links belegt (siehe Bild unten).
Das wohl wertvollste Kunstwerk in der Stadtpfarrkirche ist eine spätgotische Pietà rechts des Eingangs an der Ostwand. Die Statue stammt aus der Zeit um 1500 und ist wahrscheinlich von der Schule des Bildschnitzers Jörg Syrlin d. Ä. beeinflusst. Mutmaßlich wurde sie aus der gotischen Vorgängerkirche übernommen und stand etwa 200 Jahre lang südlich der Kirche als Vesperbild auf dem Ölberg. 1967 wurde die Pietà von Willy Eckert aus Mergentheim letztmals restauriert.
Der Kreuzweg ist ein Werk des Malers Walter Maschke aus Calw von 1978. Von ihm stammen auch die Bilder in den Auszügen der Seitenaltäre: Hl. Dionysius (Kirchenpatron) und Hl. Martin (Patron der Diözese Rottenburg) aus dem Jahr 1979.
Die Innenausstattung – bis auf die Kanzel – wurde 1943 ausgelagert und blieb dadurch erhalten (siehe Geschichte). Die Kanzel hatte eine barocke Umkleidung, vier Figuren der Evangelisten und einen Schalldeckel.

### Orgel

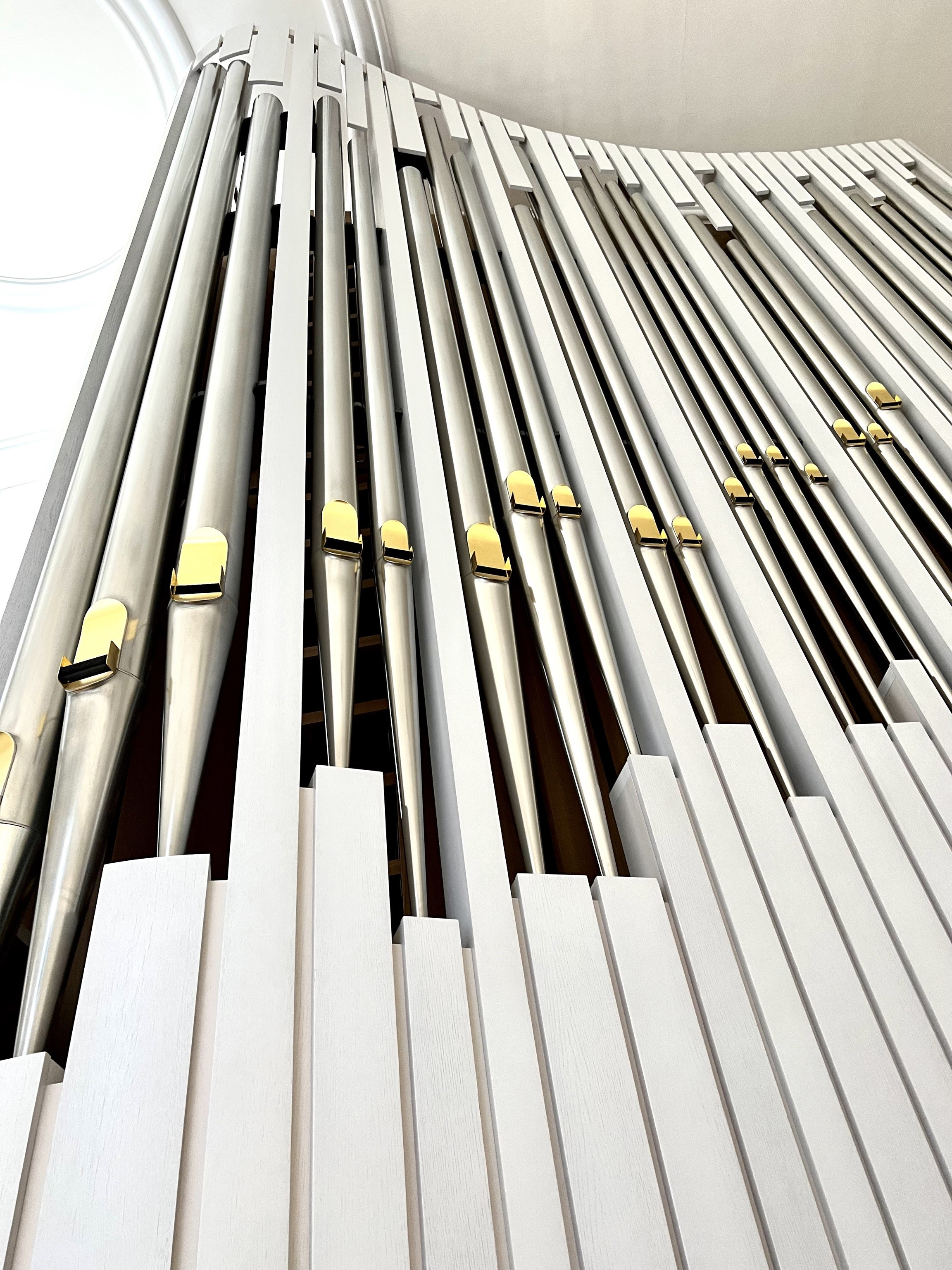
Orgelpfeifen der Klais-Orgel, 2024

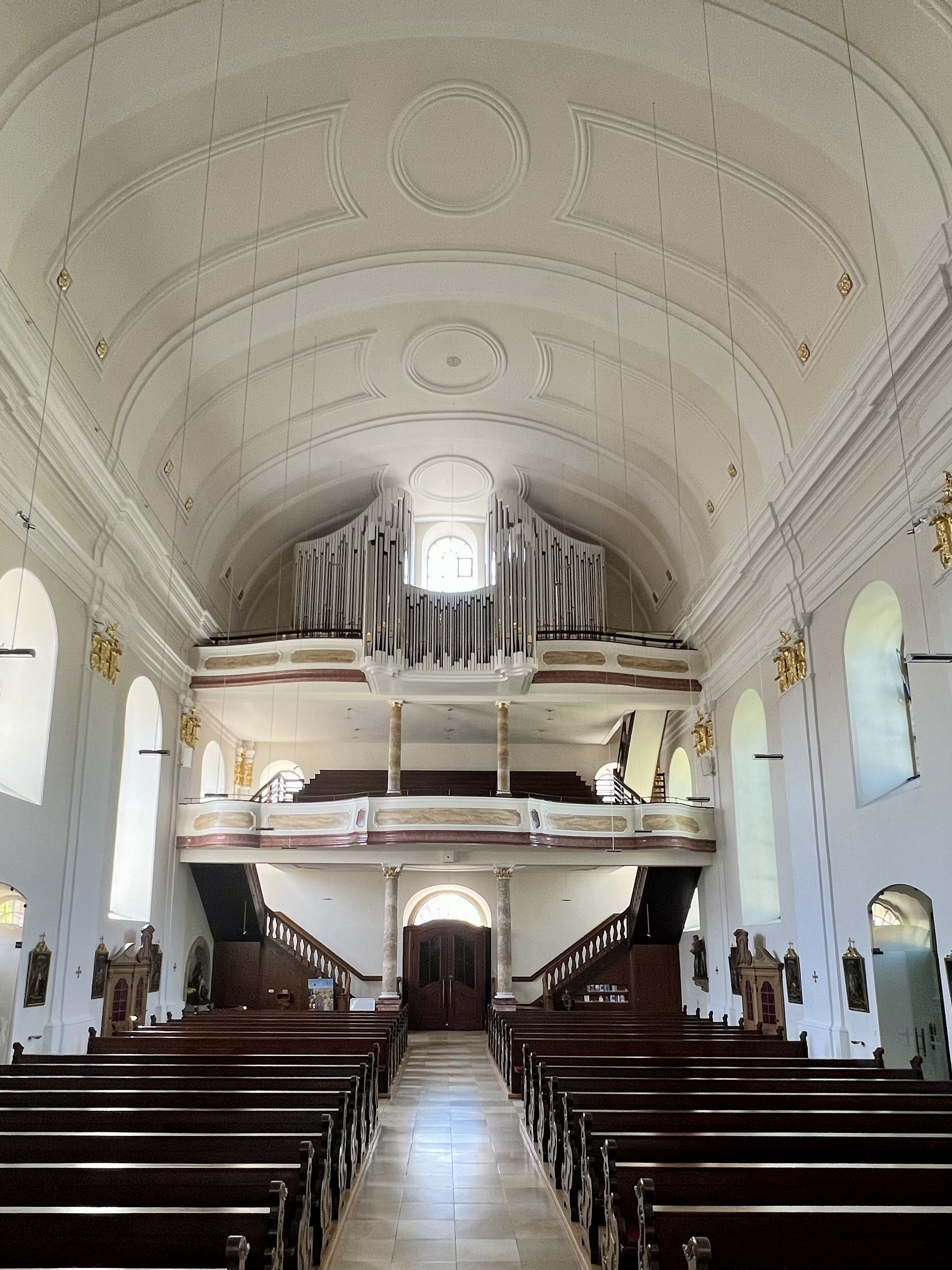
Klais Orgel, 2024 (eingebaut 2015)

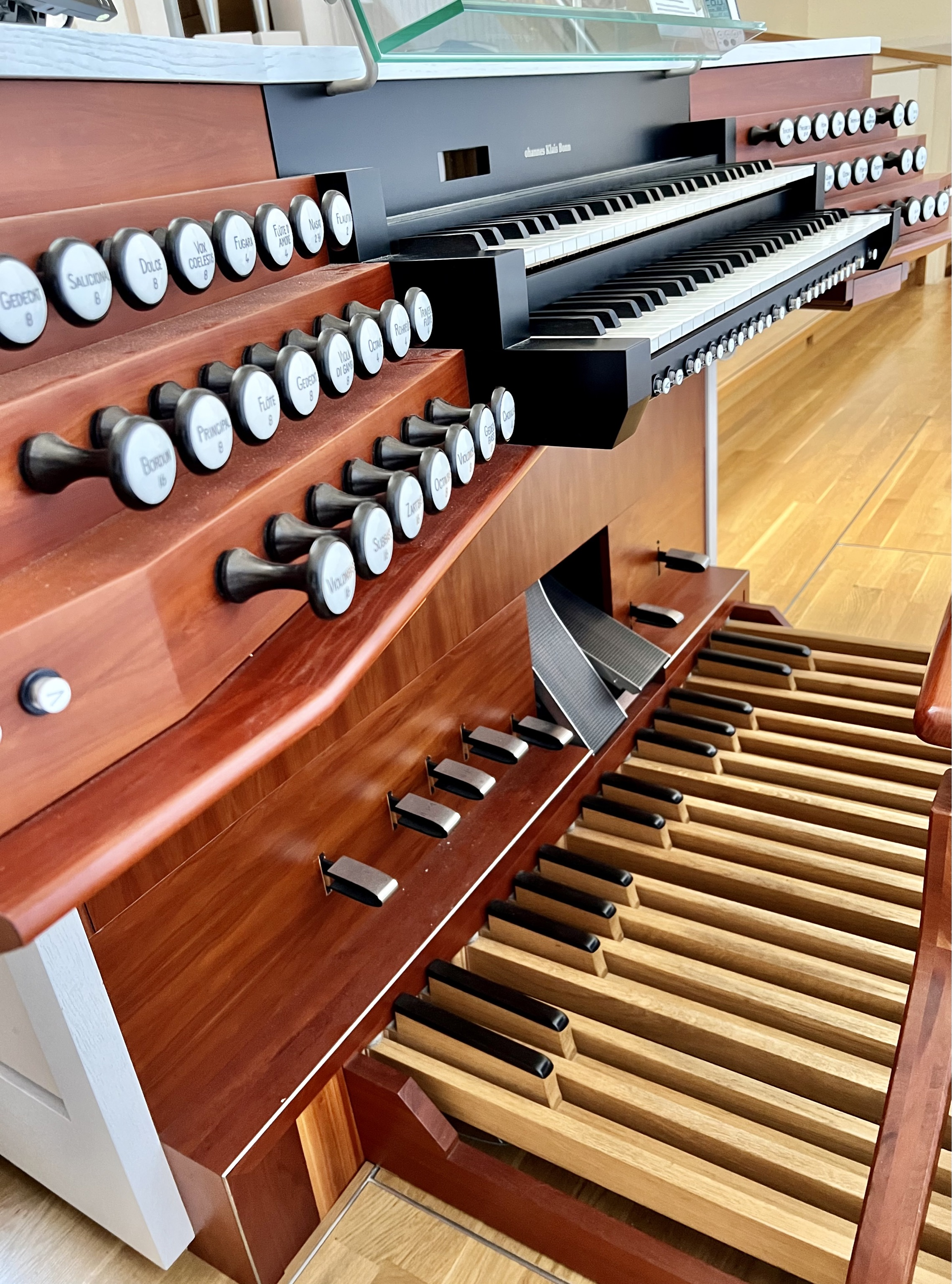
Spieltisch

Nach dem Wiederaufbau der Stadtpfarrkirche erhielt die Kirche 1962 eine neue Orgel der Gebr. Späth Orgelbau (Mengen). Sie hatte 36 Register auf drei Manualen und Pedal.
Die heutige Orgel wurde 2015 von Johannes Klais Orgelbau (Bonn) neu erbaut. Angesichts der räumlichen und architektonischen Gegebenheiten wurde das Instrument auf drei Orgelgehäuse verteilt. In der Emporenbrüstung befindet sich das Hauptwerk, in den beiden hinteren Gehäusekörpern das Schwellwerk und das Pedalwerk. Den Prospekt entwarf der Architekt Odilo Siebigs (Aachen). Das neue Instrument hat 34 Register auf zwei Manualwerken und Pedal. Die Spieltrakturen sind mechanisch, die Registertrakturen elektrisch. Eine Besonderheit der Orgel ist die Physharmonica 8′ im Schwellwerk, die mit einem eigenen Windschweller ausgestattet ist.
Die Orgel wurde am 8. Februar 2015 von Weihbischof Johannes Kreidler geweiht.
| I Hauptwerk C–g3 |       |
| Bourdon          | 16′   |
| Principal        | 8′    |
| Flöte            | 8′    |
| Gedeckt          | 8′    |
| Viola di Gamba   | 8′    |
| Octave           | 4′    |
| Rohrflöte        | 4′    |
| Traversflöte     | 4′    |
| Quinte           | 2 ⁄3′ |
| Octave           | 2′    |
| Mixtur IV        | 2′    |
| Trompete         | 8′    |

| II Schwellwerk C–g3 |        |
| Principal           | 8′     |
| Gedeckt             | 8′     |
| Salicional          | 8′     |
| Dolce               | 8′     |
| Vox coelestis       | 8′     |
| Fugara              | 4′     |
| Flûte d’amour       | 4′     |
| Nasat               | 2 ⁄3′  |
| Flautino            | 2′     |
| Terzflöte           | 1 3⁄5′ |
| Progressio II–III   | 2 ⁄3′  |
| Horn                | 8′     |
| Oboe                | 8′     |
| Physharmonika       | 8′     |
| Tremulant           |        |

| Pedalwerk C–f1 |     |
| Violonbass     | 16′ |
| Subbass        | 16′ |
| Zartbass       | 16′ |
| Octavbass      | 8′  |
| Violoncello    | 8′  |
| Gedecktbass    | 8′  |
| Choralbass     | 4′  |
| Posaune        | 16′ |
| Trompetbass    | 8′  |

- Koppeln: II/I (auch als Suboktavkoppel), II/II (Sub- und Superoktavkoppeln), I/P, II/P (auch als Superoktavkoppel)
- Spielhilfen: Setzeranlage, Sequenzer, Registerfessel

### Glocken
Von den damals vier Glocken mussten drei im Kriegsjahr 1917 demontiert und der Metallsammelstelle für Kriegszwecke zugeführt werden. Nach dem Ersten Weltkrieg goss die Glockengießerei Bachert aus Kochendorf drei neue Glocken, die zu Weihnachten 1920 im Glockenturm aufgehängt wurden. Im März 1942 mussten wiederum drei Glocken für Kriegszwecke abgegeben werden. Die vierte Glocke wurde am 1. März 1945 mit zerstört.
Die fünf jetzigen Glocken wurden 1948 von Junker in Brilon (Westfalen) mit einer Sonderbronze-Legierung gegossen und am 23. Januar 1949 von Abt Albert Schmitt vom Benediktiner-Kloster Wimpfen-Grüssau geweiht. Der Klang dieser Glocken – ein Quart-Sext-Akkord mit Septime – war am 16. April 1949 zum ersten Mal zu hören. Seit 26. Oktober 1952 werden die Glocken durch ein elektrisches Läutwerk gesteuert.
| Nr. | Name | Durchmesser [cm] | Gewicht [kg] | Schlagton | Inschrift                                                                                  |
| --- | ---- | ---------------- | ------------ | --------- | ------------------------------------------------------------------------------------------ |
| 1.  |      | 133              | 1250         | es1       | Gloria in excelsis Deo (Ehre sei Gott in der Höhe)                                         |
| 2.  |      | 117,5            | 900          | f1        | Et in terra pax hominibus! (Und Friede auf Erden den Menschen!)                            |
| 3.  |      | 98               | 550          | as1       | Christus vincit! (Christus siegt!)                                                         |
| 4.  |      | 88,5             | 350          | b1        | Christus triumphat! (Christus herrscht!)                                                   |
| 5.  |      | 74,5             | 250          | des2      | Christus populum suum ab omne malo defendat! (Christus bewahre sein Volk vor allem Bösen!) |

## Weitere Bilder

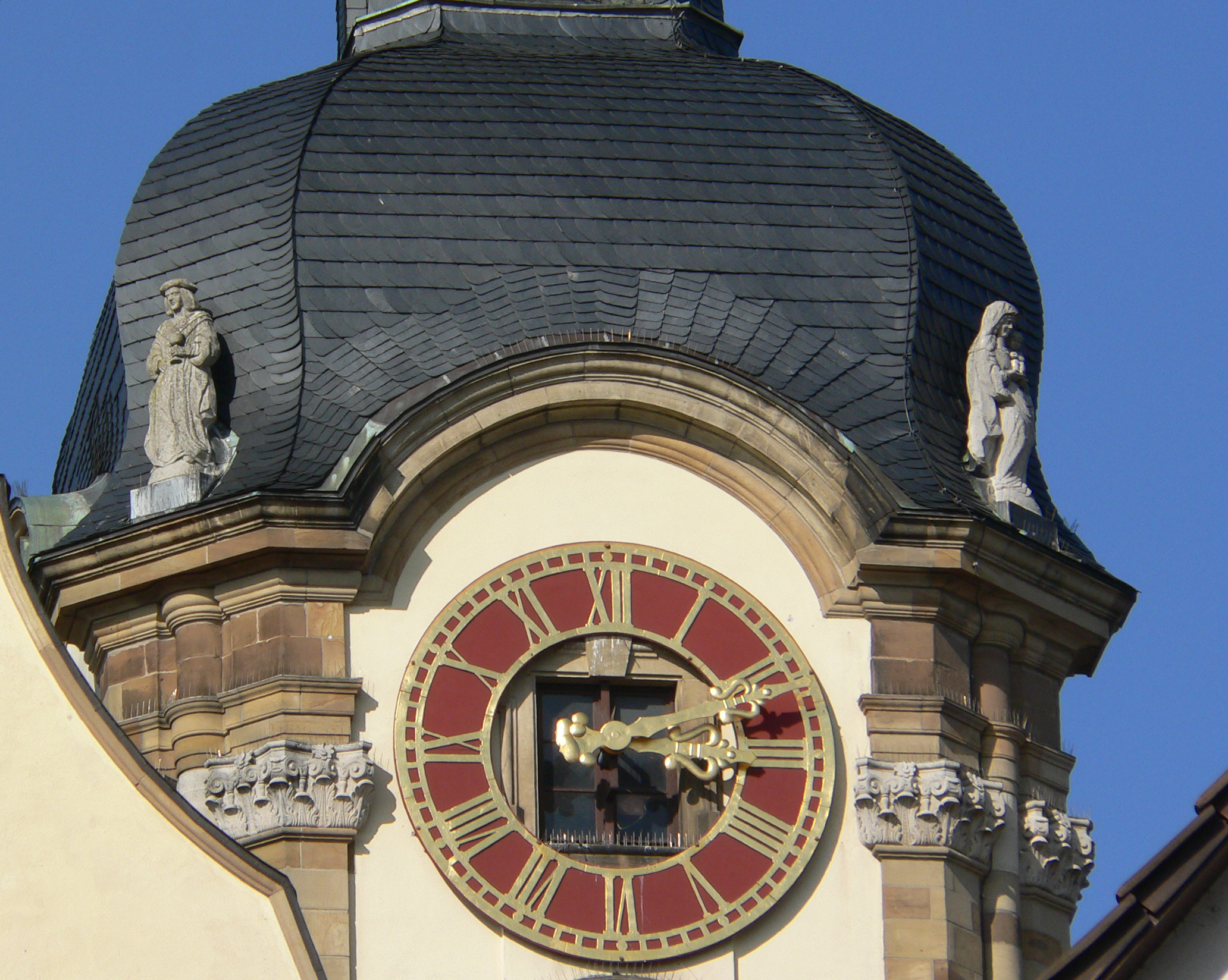
Detail Turmhelm und Uhr
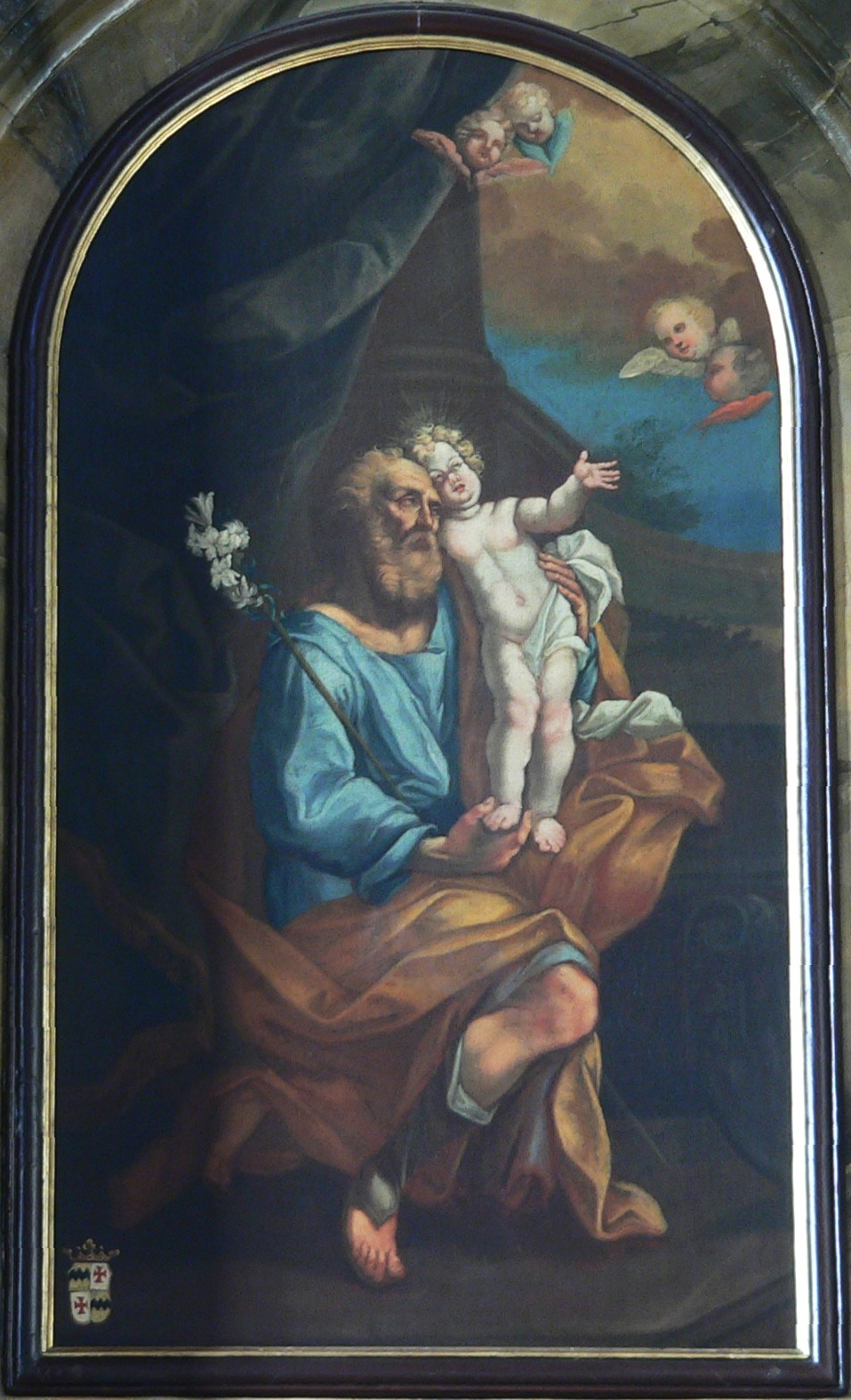
Hl. Joseph im rechten Seitenaltar
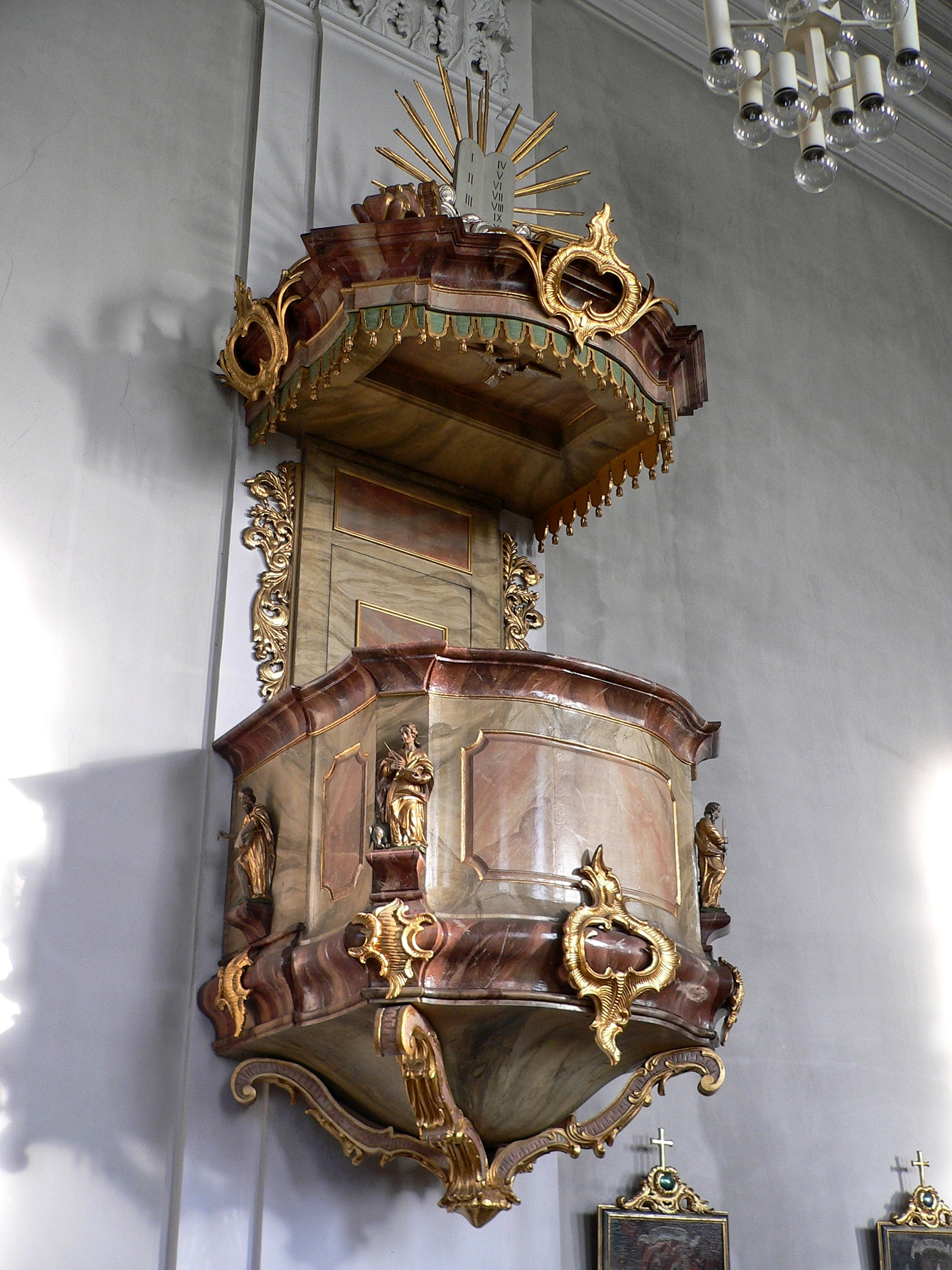
Barocke Kanzel (2007)
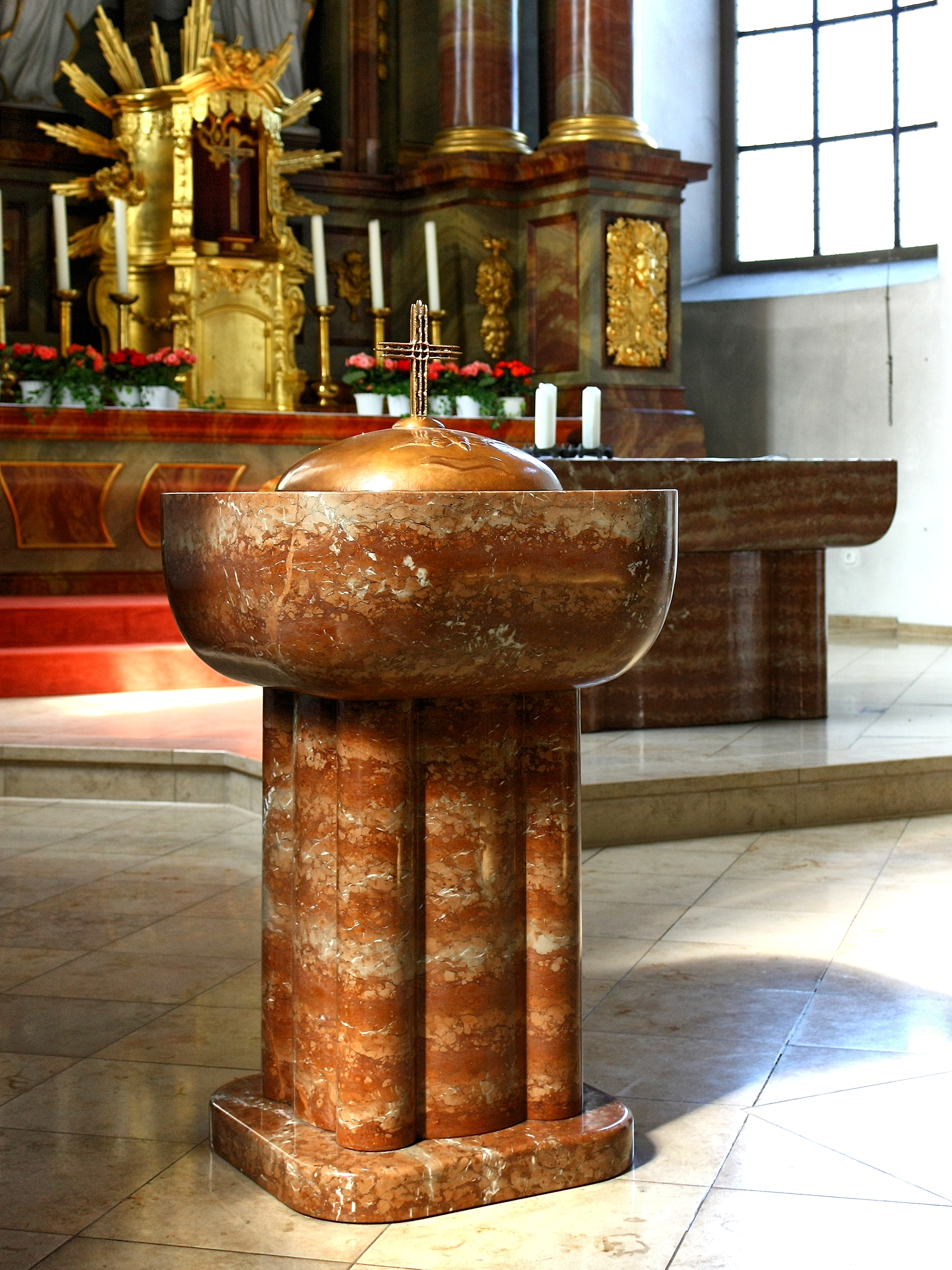
Taufbecken (2009)
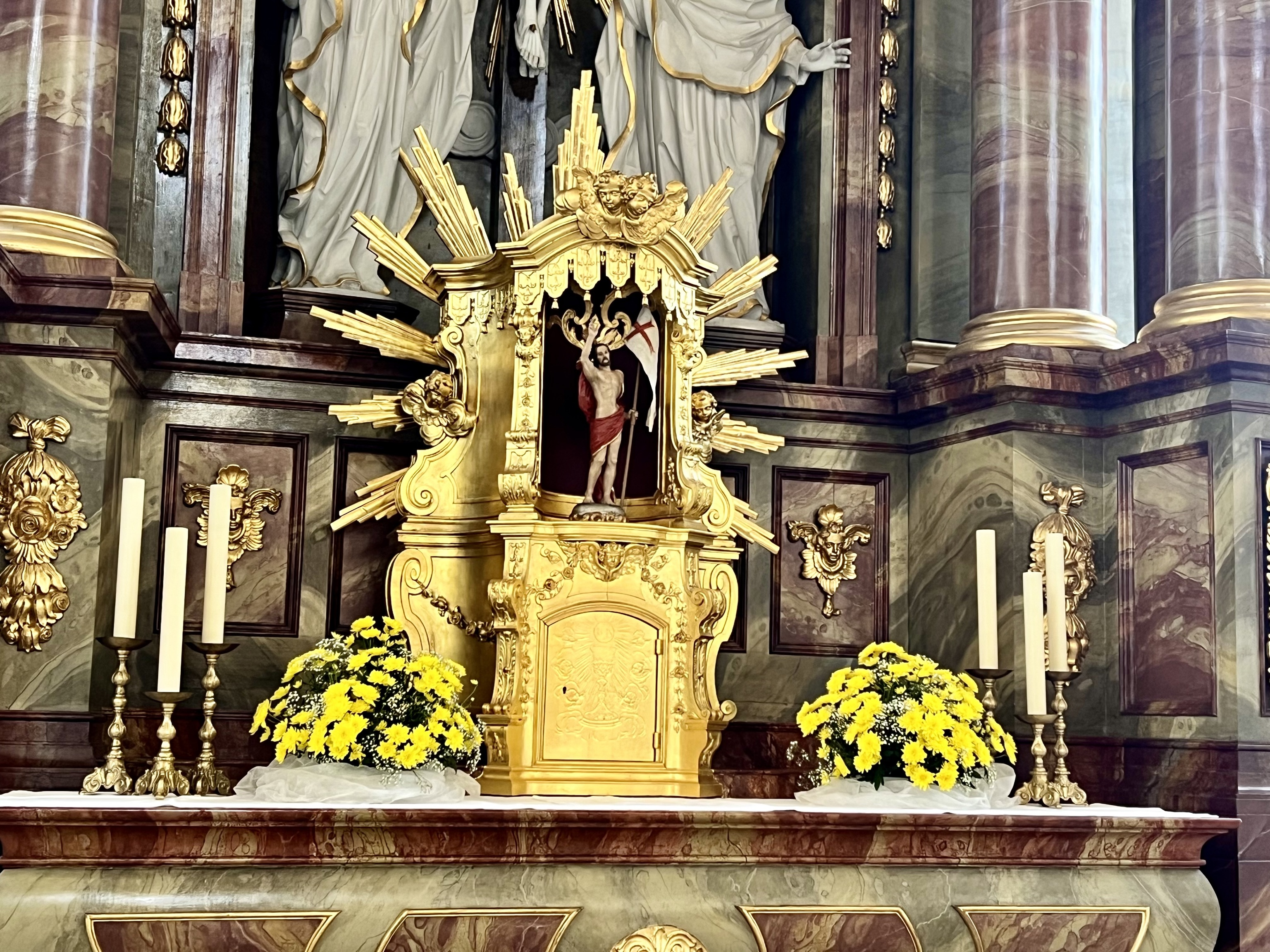
Hochaltar von 1937